# Euphorbia spinidens
Euphorbia spinidens är en törelväxtart som beskrevs av Joseph Friedrich Nicolaus Bornmüller och Jaroslav Ivanovic Yaroslav Ivanovich Prokhanov. Euphorbia spinidens ingår i släktet törlar, och familjen törelväxter. Inga underarter finns listade i Catalogue of Life.